# Gela
Gela là một thành phố ở tỉnh Caltanissetta về phía nam của Sicilia, Italia. Thành phố cách Caltanissetta 84 km, bên Địa Trung Hải. 
Gela là một thành phố công nghiệp và cảng quan trọng. Ở đây có nhà máy lọc dầu. Giao thông có đường thủy, bộ, hàng không.

## Các đô thị giáp ranh
- Acate
- Butera
- Caltagirone
- Gela P / Mount Erna Kaethe
- Mazzarino
- Niscemi